# Nygårdstjärnen, Dalarna
Nygårdstjärnen är en sjö i Hedemora kommun i Dalarna och ingår i Dalälvens huvudavrinningsområde.